# Большая Кашма
Большая Кашма — посёлок в Моршанском районе Тамбовской области России. 
Входит в Устьинский сельсовет.

## География
Расположен на реке Кашма (притоке Цны), в 7 км к востоку от центра города Моршанск, и в 84 км к северу от центра Тамбова.
К западу от посёлка находятся водоёмы рыбхоза «Кашма».

## Население
| 2002 | 2010 |
| ---- | ---- |
| 193  | ↗245 |

Согласно результатам переписи 2002 года, в национальной структуре населения русские составляли 96 % от жителей.